# Disturbios del 6 de febrero de 1934
Los disturbios del 6 de febrero de 1934 fueron una manifestación antiparlamentaria organizada en París por grupos de extrema derecha y las Ligas de extrema derecha que derivó en un intento de asalto de la Asamblea Nacional francesa, que finalmente fue impedido por las fuerzas de orden público.

## La crisis de los años 30 y el caso Stavisky
Francia ha quedado seriamente afectada desde 1931 por la Gran Depresión, nacida en 1929 en los Estados Unidos. La crisis económica y social afecta especialmente a las clases medias, que constituían el soporte tradicional de la República Francesa. Así pues, el poder político se demuestra incapaz de aportar soluciones, lo que tiene como consecuencia a su vez una altísima inestabilidad gubernamental (entre mayo de 1932 y enero de 1934 se suceden cinco Gobiernos distintos), y todo ello en su conjunto contribuye a alimentar el rechazo frente al parlamentarismo.
El antiparlamentarismo es también alimentado por una larga sucesión de escándalos de tipo político y financiero: Caso Hanau (Marthe Hanau había movilizado sus apoyos políticos para atraer, gracias a su diario La Gazette du franc, los ahorros de los pequeños inversionistas); caso Oustric (la quiebra fraudulenta del banquero Albert Oustric precipitó en 1930 la caída del Gobierno de André Tardieu, cuyo ministro de Justicia estaba mezclado en el asunto); y, finalmente, la causa inmediata de los hechos del 6 de febrero, el caso Stavisky.
Este nuevo escándalo, en el que estaba implicado el Crédit municipal de Bayonne, estalla en diciembre de 1933. Aparece en ese momento en escena el personaje de Alexandre Stavisky, un estafador conectado con diversos parlamentarios radicales, entre ellos un ministro del Gobierno del radical Camille Chautemps. La prensa da cuenta poco después que Alexandre Stavisky ha sido beneficiado mediante nada más y nada menos que 19 aplazamientos de su juicio, siendo que el tema está bajo el control del cuñado del mismísimo Camille Chautemps. El 8 de enero de 1934 se encuentra el cadáver de Alexandre Stavisky. Según la versión policial, se habría suicidado, lo que suscita una oleada de general incredulidad. Para la derecha política, ha sido asesinado por órdenes de Chautemps, con la finalidad de evitar posibles revelaciones de aspectos delicados. Desde ese momento arrecian los ataques de la prensa, se producen manifestaciones de la extrema derecha y, a fines de mes, tras la revelación de un nuevo escándalo, el presidente del Consejo de Ministros, Camille Chautemps, presenta su dimisión, siendo sucedido por otro militante radical, Édouard Daladier, el 27 de enero.
A partir del día 9 de enero, se convocan trece manifestaciones sucesivas en París. Mientras que la derecha intenta utilizar el caso para sustituir al Gobierno emanado de las elecciones de 1932, la extrema derecha explota sus temas tradicionales: antisemitismo, xenofobia (Alexandre Stavisky es un judío ucraniano naturalizado ciudadano francés), hostilidad a la masonería (ya que Camille Chautemps es un miembro destacado de la misma), antiparlamentarismo. Como ha hecho notar Serge Berstein, el caso Stavisky no es excepcional ni por su gravedad ni por las personalidades implicadas, sino por la voluntad de la derecha de provocar la caída de un gobierno de izquierda, aprovechando el hecho de que los radicales no poseen la mayoría absoluta en la Cámara de los diputados y sus gobiernos son en consecuencia frágiles.
Sin embargo, la causa inmediata de las manifestaciones masivas del 6 de febrero es el despido del prefecto de la Policía Jean Chiappe. Se trataba de una persona muy escorada a la derecha en sus ideas políticas, y que manifestaba respecto de las actividades de la extrema derecha una enorme indulgencia. Para la izquierda, su destitución está relacionada con su implicación en el caso Stavisky, mientras que la derecha denuncia que en realidad ese cambio es el resultado de un mercadeo con los socialistas, que obtienen la expulsión de Chiappe a cambio de comprometerse a apoyar a un nuevo gobierno radical.

## La tarde del 6 de febrero

### Las fuerzas en presencia
Asumiendo un destacado papel en las manifestaciones sucedidas desde enero, se encuentran las ligas de extrema derecha. Son ya por entonces un fenómeno antiguo en la vida política francesa (la Ligue des patriotes (Liga de los patriotas) ya había sido fundada por Paul Déroulède en 1882), y consiguientemente las ligas juegan un papel muy importante en el período de entreguerras, más aún si la izquierda accede al poder, lo que en Francia sucede precisamente desde las elecciones legislativas de 1932.
Entre las principales ligas de extrema derecha presentes el 6 de febrero, hay que mencionar la más antigua, Action Française (Acción Francesa). Fundada en 1899 por Charles Maurras, la Ligue d’Action française (60.000 miembros) tiene como objetivo derrocar las instituciones republicanas (despectivamente denominan «la gueuse» a la República) y lograr la restauración monárquica. Se apoya en los Camelots du Roi, los cuales, a pesar de sus reducidos efectivos, son muy activos en las calles. De fundación más moderna (1924), las Jeunesses patriotes, que reivindican la herencia de la Ligue des patriotes, cuentan con 90.000 miembros de los que 1.500 forman parte de los «grupos móviles». Creadas por Pierre Taittinger, diputado por París, mantienen estrechos vínculos con políticos de derecha, y cuentan entre sus filas a varios concejales de la capital. Por lo que respecta a Solidarité Française, fundada en 1933 por el adinerado perfumista François Coty, carece de objetivo político preciso y sus efectivos son menores. No hay que olvidar, aunque sus militantes son insignificantes, al francismo de Marcel Bucard.
Entre los principales protagonistas, hay que mencionar a los Croix-de-feu. Creados en 1926 bajo la forma de una asociación de antiguos combatientes, su reclutamiento se abrió a otras categorías sociales bajo el impulso de su nuevo jefe desde 1931, el coronel François de la Rocque, y para 1934 pueden ser equiparadas a una de las ligas de extrema derecha, siendo en realidad la primera por número de militantes. También se encuentran dotados de grupos de asalto y autodefensa, los «dispos». 
Convoca igualmente las manifestaciones de enero la Fédération des contribuables, cuyos dirigentes tienen objetivos políticos próximos a los de las ligas.
Además de los convocantes de las manifestaciones de enero, para la manifestación del 6 de febrero se unen a las convocatorias las muy potentes asociaciones de excombatientes. La más importante de entre ellas, la Union nationale des combattants (UNC), cuyas ideas son cercanas a la derecha y que se encuentra presidida por un concejal parisino, tiene no menos de 900.000 miembros. Pero la Association républicaine des anciens combattants (ARAC), organización que es en realidad un satélite oficioso del Partido Comunista Francés, llama igualmente a desfilar el 6 de febrero, aunque bajo consignas diferentes.

### Los disturbios

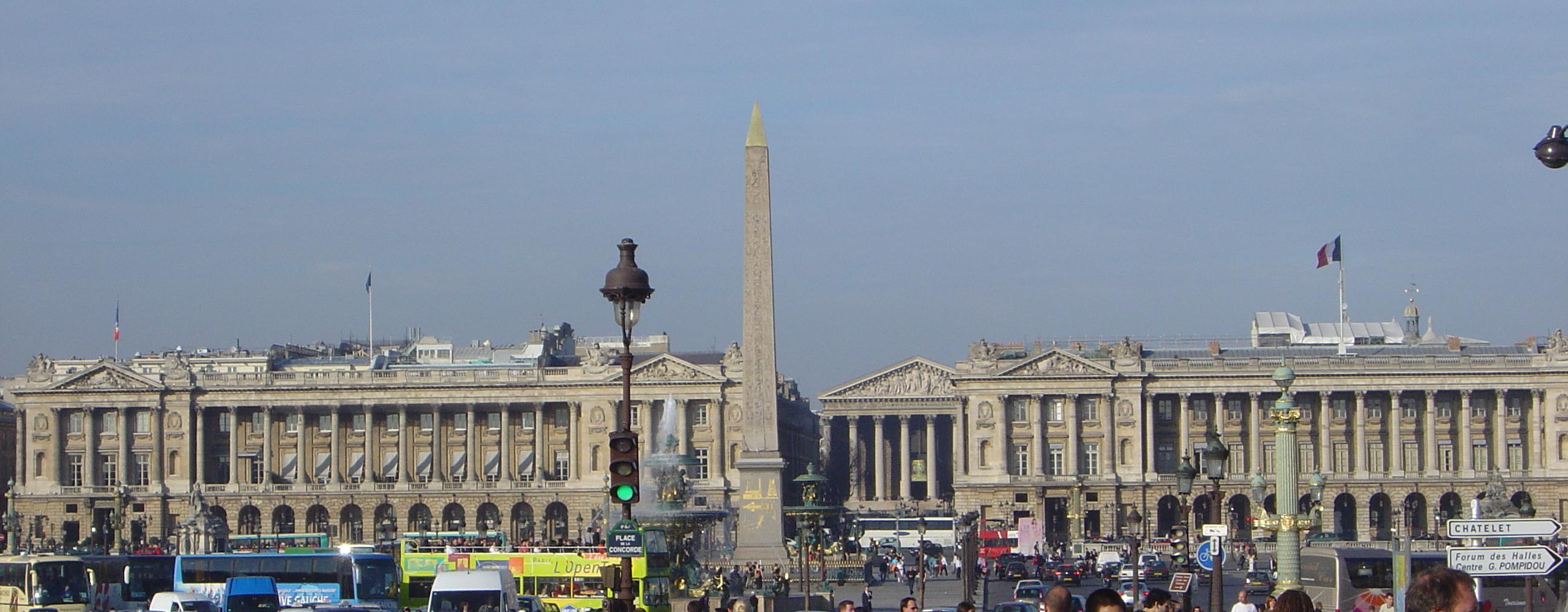
Vista panorámica de la Plaza de la Concordia de París.

Al anochecer del día 6, las ligas, que se habían reunido en diversos puntos de París, convergen hacia la plaza de la Concordia, separada de la Cámara de Diputados por el río Sena. Los policías y guardias logran defender el puente de la Concorde, a pesar de los lanzamientos de todo tipo de proyectiles. Hay revoltosos que llevan armas de fuego, y las fuerzas del orden acaban por responder a los disparos disparando a su vez contra la muchedumbre. Los disturbios duran hasta las 2 h 30’ de la noche. Finalmente, el balance de pérdidas humanas es 17 muertos y 2.309 heridos, siendo los militantes de Action Française quienes pagan el tributo más elevado en vidas humanas.
Son en efecto las ligas de extrema derecha quienes han jugado el principal papel en los disturbios. Se les han unido, a pesar de los posteriores desmentidos del Partido Comunista, una parte de los manifestantes convocados por la ARAC. «Es a los Antiguos Combatientes sin armas que gritaban ¡Abajo los ladrones! ¡Viva Francia! a quienes el Cartel hizo matar» proclamaba un cartel propagandístico poco después. Por otra parte, la mayoría de los manifestantes de la UNC, a pesar de algunos asaltos en dirección al Palacio del Elíseo, se mantuvo alejada de los acontecimientos en la plaza de la Concordia.
Mientras que en la orilla izquierda las fuerzas del orden logran con dificultades contener los asaltos de los revoltosos, los Croix-de-feu prefirieron desfilar en la orilla izquierda. El Palais-Bourbon era más difícil de proteger desde este lado del Sena, pero los manifestantes se contentan con cercar el edificio sin mayores incidentes antes de dispersarse con pleno orden. Esta actitud supone a los Croix-de-feu el apodo despectivo de «Froides Queues» (literalmente colas frías, aunque en realidad significaría pichas frías o sin cojones) en la prensa de extrema derecha. Aunque descrito por la izquierda como la principal amenaza de tipo fascista en Francia, el coronel La Rocque rehusó salirse de la legalidad y derrocar el régimen, lo que constituía el objetivo más o menos confesado del resto de las ligas.
En la Cámara de Diputados, la derecha intenta aprovechar los disturbios para forzar al Gobierno a la dimisión. Pero la izquierda se alinea en bloque con Édouard Daladier y finalmente se levanta la sesión, aunque ha llegado a haber un intercambio de golpes en el hemiciclo entre diputados de derecha y de izquierda.

## Las consecuencias del 6 de febrero

### Dimisión de Daladier y formación de un Gobierno de Unidad nacional
Esa misma noche, Daladier toma las primeras medidas para lograr el restablecimiento del orden público (contempla incluso la declaración del estado de sitio). Pero al día siguiente, sus órdenes son parcialmente ignoradas tanto por la Justicia como por la Policía. Además, constata la defección de la mayor parte de sus ministros y de su propio partido. Por todo ello, finalmente se decide a dimitir, siendo esta la primera vez en Francia en que un gobierno dimite debido a la presión en la calle.
La crisis se resuelve finalmente con la formación de un nuevo Gobierno presidido por el antiguo presidente de la República (1924-1931) Gaston Doumergue, y con ello deben contentarse las ligas. Calificado de Gobierno de Unidad nacional, reúne a las principales figuras de la derecha parlamentaria (André Tardieu, Louis Barthou, Louis Marin), si bien varios radicales o el mariscal Philippe Pétain (ministro de la Guerra, siendo su primera cartera ministerial) formal parte igualmente del mismo.

### Hacia la unidad de la izquierda
La izquierda interpreta los acontecimientos del 6 de febrero como prueba de un complot fascista. Socialistas y comunistas organizan una contramanifestación el 9 de febrero. Los incidentes que les enfrentan a las fuerzas del orden causan nueve víctimas. El 12 de febrero, la CGT (socialista) y la CGTU (comunista) deciden la convocatoria de una huelga general y la SFIO y el Partido Comunista Francés llaman a una manifestación en las calles de París sin vocación de ser conjunta pero en la que, finalmente, ambas comitivas confluyen y se mezclan por iniciativa de los propios manifestantes. Esta jornada marca pues un primero, aunque tímido, acercamiento entre socialistas y comunistas, y es el germen de la unión antifascista entre ambos partidos, enemigos desde 1920, y que desembocará en 1936 en el Gobierno del Frente popular, formado por radicales y socialistas con apoyo externo de los comunistas. Esta unidad corresponde a los cálculos de Stalin, que pide a los jefes de los partidos comunistas integrados en la Komintern una política de alianzas con el resto de partidos de izquierda, incluyendo socialistas o socialdemócratas, para evitar el contagio a toda Europa de los regímenes fascistas y anticomunistas.

### La radicalización de la derecha
Los métodos violentos de las ligas, su apariencia paramilitar, el culto del cabecilla, hace que sean a menudo asimiladas al fascismo. Pero más allá de las apariencias y de su voluntad de ver la sustitución del régimen parlamentario por otro autoritario y eficaz, algunos historiadores (Serge Berstein, René Rémond, Michel Winock) dicen que les cuesta apreciar un proyecto realmente de tipo fascista. La mayoría de los historiadores, como por ejemplo Michel Dobry o Zeev Sternhell los consideran por el contrario como lo más próximo al fascismo en Francia. Brian Jenkins, por su parte, cree que no hay que buscar una esencia fascista en Francia, y prefiere establecer comparaciones, que según él le llevan a establecer una neta convergencia entre el fascismo italiano de Benito Mussolini y buena parte de las ligas francesas, especialmente Action Française. Por otro lado, la propia idea de un complot es excluida por algunos en razón de la falta de concertación y de la falta de objetivos concretos de las ligas previos a la manifestación.
Después del 6 de febrero, la derecha parlamentaria refuerza el endurecimiento de su discurso político, y se aproxima cada vez más a la extrema derecha. Varios de sus líderes pierden la confianza en las instituciones parlamentarias. Esta derechización se acelera aún más desde 1936, con el Gobierno del Frente popular en Francia y con el estallido del alzamiento militar con apoyo conservador en España que conduce a la guerra civil española.
Para la extrema derecha, el 6 de febrero representa una oportunidad perdida de lograr la caída del régimen parlamentario, ocasión que no se le volverá a presentar hasta 1940, con la derrota del Ejército francés ante las tropas de la Alemania nazi a raíz de la invasión alemana de Francia. La decepción suscitada entre los militantes de las ligas lleva a una todavía mayor radicalización de alguno de ellos, que sí se unen abiertamente sea al fascismo sea al nazismo.